# Вілер (Лечен)
Вілер (нім. Wiler) — громада  в Швейцарії в кантоні Вале, округ Західний Рарон.

## Географія
Громада розташована на відстані близько 70 км на південний схід від Берна, 38 км на північний схід від Сьйона.
Вілер має площу 14,9 км², з яких на 2,5% дозволяється будівництво (житлове та будівництво доріг), 20% використовуються в сільськогосподарських цілях, 22,8% зайнято лісами, 54,7% не є продуктивними (річки, льодовики або гори).
Наприкінці травня 2025 року влада оголосила часткову евакуацію Вілера через затоплення сусіднього села Блаттена.

## Демографія
2019 року в громаді мешкало 555 осіб (+1,6% порівняно з 2010 роком), іноземців було 4,5%. Густота населення становила 37 осіб/км².
За віковим діапазоном населення розподілялося таким чином: 21,4% — особи молодші 20 років, 58,6% — особи у віці 20—64 років, 20% — особи у віці 65 років та старші. Було 223 помешкань (у середньому 2,5 особи в помешканні).
Із загальної кількості 223 працюючих 33 було зайнятих в первинному секторі, 17 — в обробній промисловості, 173 — в галузі послуг.